# Ambasada Rosji przy Stolicy Apostolskiej
Ambasada Federacji Rosyjskiej przy Stolicy Apostolskiej – misja dyplomatyczna Federacji Rosyjskiej przy Stolicy Apostolskiej. Ambasada mieści się w Rzymie, w pobliżu placu Świętego Piotra.
Ambasador Rosji przy Stolicy Apostolskiej akredytowany jest również przy Zakonie Kawalerów Maltańskich.

## Historia

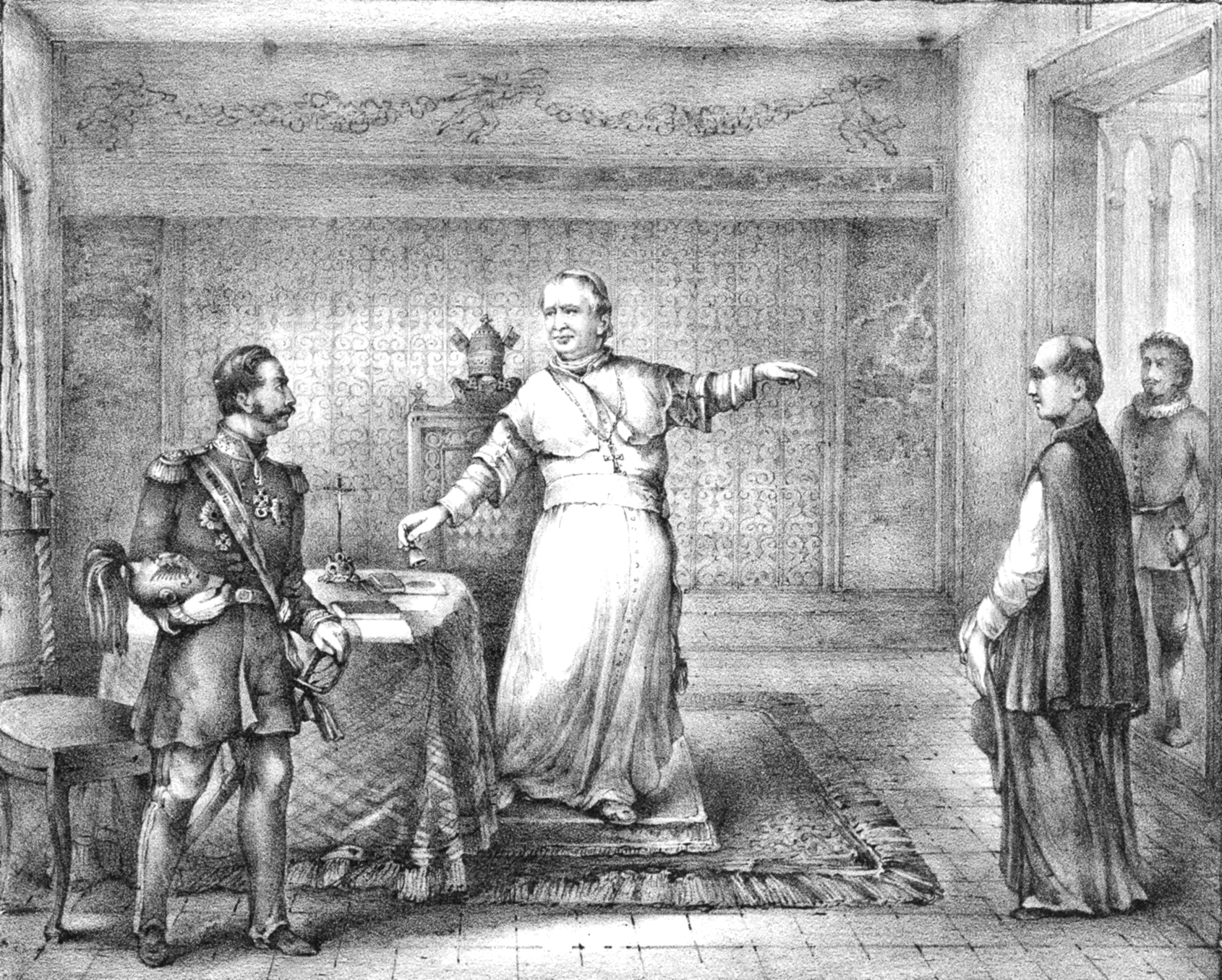
Pius IX wydala posła rosyjskiego Feliksa von Meyendorffa

W 1816 po raz pierwszy ustanowiono stałe stosunki dyplomatyczne pomiędzy Stolicą Apostolską a Rosją. Carowie wysyłali swoich dyplomatów do papieży. Stosunki dyplomatyczne zostały zerwane przez Piusa IX w 1866 w odpowiedzi na rosyjskie represje po powstaniu styczniowym. Przywrócone je w 1894 i ponownie zerwano po rewolucji październikowej, jednak do 1928 utrzymywano nieformalne kontakty. Od połowy lat 60. XX w kontakty pomiędzy Stolicą Apostolską a ZSRS były regularne lecz nieformalne.
Po wznowieniu stosunków 15 marca 1990 otworzono Ambasadę Związku Radzieckiego przy Stolicy Apostolskiej, która po rozpadzie tego państwa zmieniła nazwę na obecną. Pełne stosunki dyplomatyczne nawiązano dopiero 9 grudnia 2009.